# Royston (British Columbia)
Royston ist eine Ansiedlung (unincorporated place) auf der kanadischen Insel Vancouver Island, im Comox Valley Regional District. Sie liegt etwa 5 km südöstlich von Courtenay und etwa 100 km nordwestlich von Nanaimo. Durch die Ansiedlung führt der Highway 19A.

## Geschichte
1890 siedelte sich William Roy an der Stelle des heutigen Ortes an. Er nannte den Ort Royston.
Anfang des vorigen Jahrhunderts war Royston Hauptumschlagplatz für die Holzindustrie. Außerdem wurde hier die Kohle aus der Mine in Cumberland verladen.

## Demographie
Der Zensus im Jahr 2011 ergab für die Ansiedlung eine Bevölkerungszahl von 1.562 Einwohnern. Die Bevölkerung der Ansiedlung hat dabei im Vergleich zum Zensus von 2006 um 9,1 % abgenommen, während die Bevölkerung in der Provinz British Columbia gleichzeitig um 7,0 % anwuchs.